# پاول پیتون
پاول پیتون (انگلیسی: Paul Paton؛ زادهٔ ۱۸ آوریل ۱۹۸۷) بازیکن فوتبال اهل بریتانیا است.
از باشگاه‌هایی که در آن بازی کرده‌است می‌توان به باشگاه فوتبال سنت جانستون، باشگاه فوتبال داندی یونایتد، باشگاه فوتبال کویینز پارک، و باشگاه فوتبال پاتریک تیسل اشاره کرد.
وی همچنین در تیم ملی فوتبال ایرلند شمالی بازی کرده‌است.